# Кисанов, Атымтай
Атымтай Кисанов (1906, Комсомол, Илийский район — 7 мая 1995, Алма-Ата) —  советский хозяйственный, государственный и политический деятель.

## Биография
Родился в семье чабана и был одним из восьми выживших братьев. Трудовую деятельность начал в 16 лет, работая аулисполнителем, чернорабочим, председателем аулсовета и председателем Илийского райпрофсовета Алма-Атинской области.
С 1922 года — на хозяйственной, общественной и политической работе. В 1922—1981 гг. — аулисполнитель, чернорабочий, председатель аулсовета, председатель Илийского райпрофсовета, прокурор Каскеленского района, заведующий парткабинетом Каскеленского райкома КП Казахстана, инспектор райкома, председатель Ленинского райисполкома города Алма-Аты, министр социального обеспечения Казахской ССР, председатель колхоза в Алма-Атинской области, первый заместитель министра жилищно-коммунального хозяйства Казахской ССР.
Избирался депутатом Верховного Совета Казахской ССР 2-4-го созывов. 
С 1968 по 1995 год проживал в доме в Алматы, на котором установлена мемориальная доска в его честь.

## Награды
- Орден Ленина
- Орден Октябрьской Революции
- Два ордена Трудового Красного Знамени
- Орден Дружбы народов